# Islas Week
Islas Week är öar i Chile.   De ligger i regionen Región de Magallanes y de la Antártica Chilena, i den södra delen av landet, 2 200 km söder om huvudstaden Santiago de Chile. Arean är 1,5 kvadratkilometer.
Terrängen på Islas Week är platt. Öns högsta punkt är 177 meter över havet. Den sträcker sig 2,0 kilometer i nord-sydlig riktning, och 1,4 kilometer i öst-västlig riktning.